# صيدلة نووية

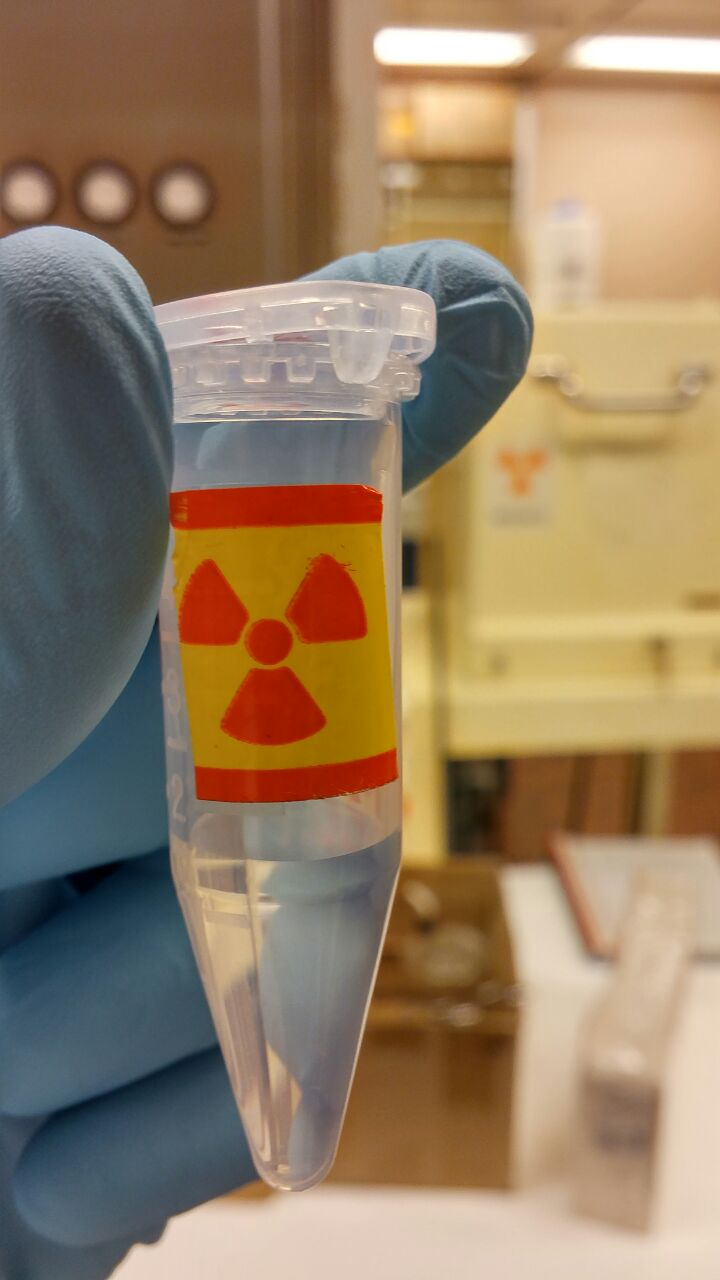
مادة مشعة تستخدم عادةً لتحضير الأدوية والعلاجات

الصيدلة النووية هي من المجالات التي تتضمن تحضير مواد مشعة يتم استخدامها في التشخيص وفي علاج بعض الأمراض. وكان هذا التخصص أول تخصص تم إنشائه في عام 1978 ميلاديا، عن طريق مجلس التخصصات الصيدلانية. 
تسعى الصيدلة النووية إلى تحسين وتعزيز الصحة من خلال الاستخدام الآمن والفعال للمواد المشعة ليس فقط لأجل التشخيص وإنما للعلاج أيضا.

## تاريخ الصيدلة النووية
كان أول وصف لمفهوم الصيدلة النووية عام 1960 ميلاديا، من قبل الكابتن ويليام براينر (Captain William H. Briner) أثناء عمله في معاهد الصحة العالمية (NIH) في مدينة بيثيسدافي ولاية ماريلاند في الولايات المتحدة الأمريكية، إلى جانب السيد براينر؛ كتب جون كريستيان (John E. Christian) الذي كان أستاذا في كلية الصيدلة في جامعة بوردو (Purdue University) عدة مقالات، وساهم بطرق أخرى لتحديث وتطوير مجال الصيدلة النووية. كما أن ويليام براينر بدأ صيدلة المشعات الخاصة بمعاهد الصحة العالمية عام 1958 ميلاديا. كان كل من ويليام براينر وجون كريستيان نشِطين في لجان عالمية رئيسية مسؤولة عن تطوير وتنظيم واستخدام المواد الصيدلانية المشعة. 
كان هناك مولد للمواد المشعة متوفر تجاريا يستخدم مادة التيكنيتيوم (Technitium-99m) ، والذي تلا ظهوره توفر عدد من المواد الصيدلانية المشعة.

## مؤسساتها
1. الصيدلة النووية المؤسسية تعمل غالبا من خلال المراكز الطبية الكبيرة أو المستشفيات.
2. الصيدليات النووية التجارية المركزية تقدم خدماتها للمستشفيات المشتركة معها. تقوم هذه الصيدليات بتحضير المواد الصيدلانية المشعة على شكل جرعات محددة ثم يتم توصيلها للمستشفيات المشتركة عن طريق شخص مرسل من الصيدلية.

## التدريب المطلوب
هناك بعض الاحتياطات التي يجب أن تؤخذ بعين الاعتبار عند التعامل مع المواد المشعة بشكل يومي. الصيادلة النوويون يتلقون تدريبا مكثفا على مجموعة مختلفة من المواد المشعة التي يتعاملون معها. يتم تدريبهم في مجال السلامة من الإشعاع وغيره من الجوانب المتخصصة في تركيب وتحضير المواد المشعة. هناك أشياء كثيرة مطلوبة لتصبح صيدلي, لكن لتصبح صيدليا نوويا على المرء أن يمر بالتدريبات التالية:
1. 200 ساعة تدريبية داخل الفصول الدراسية عن تقنيات التعامل مع النظائر المشعة. التدريب يجب أن يكون عبارة عن محاضرات وتجارب معملية في المجالات التالية:

- فيزياء الأشعة والأجهزة.
- الحماية من الإشعاع.
- الرياضيات الخاصة بنشاط المواد المشعة.
- حيوية الإشعاع.
- كيمياء المواد المشعة.

1. 500 ساعة تدريبية عن كيفية التعامل مع المواد المشعة المكشوفة بإشراف مدرب مؤهل. وتتضمن التالي:

- طلب وتلقي وإجراء مسح وإخراج المواد المشعة من حاوياتها بشكل آمن.
- معايرة الأجهزة المخصصة لقياس الجرعات.
- حساب وتحضير ومعايرة الجرعات الخاصة بالمرضى.

## واجبات الصيدلي النووي
المهام الأولية المنصوص عليها من قبل نقابة الصيادلة الأمريكان (American Pharmacists Association) تتضمن التالي:
- طلب واستلام وتخزين ومراقبة الأدوية المشعة (المواد المشعة) والأدوية الأخرى المستخدمة في الطب النووي.
- تحضير المواد المشعة عن طريق عمل تركيبات من النظائر المشعة والمتفاعلات، وتركيب المواد المشعة الغير متوفرة تجاريا.
- فحص المواد والمعدات والأجهزة وتحديد جودة ونقاء المواد المشعة.
- تحضير الوصفات الطبية.
- تعبئة المواد المشعة في الحاويات ووضع الملصقات عليها ونقلها.
- التعامل السليم مع الكيماويات الخطرة والعينات الحيوية.
- إيصال المواد المتعلقة بالمواد المشعة إلى الآخرين.
- ضمان حصول المريض على التركيبة السليمة قبل إعطائه المادة المشعة وتحديد مواطن الخلل في حال كان هناك نتائج غير متوقعة.
- التجارب المعملية للمواد المشعة الجديدة، وطرق التركيب الجديدة، وطرق مراقبة الجودة والمشاركة في التجارب السريرية.

## بيئة العمل
الصيادلة النوويون يعملون في بيئة مريحة أكثر من أي مجال صيدلاني آخر، مثل صيدلية المستشفى أو صيدليات البيع بالتجزئة. لا يوجد عادة احتكاك مع الزبائن لأن العديد من الصيادلة يعملون في بيئة منظمة للغاية حيث لا يسمح بدخول الزبائن.
على الرغم من أن احتمال التعرض للإشعاع موجودة في بيئة العمل، يتم إبقاؤها في أدنى مستوياتها عن طريق استخدام الحقن والقفازات وغيرها من الأجهزة المصممة خصيصا للمواد المشعة.
من الأفضل للصيدلي النووي استخدام الزجاج والحقن والحاويات المدعمة بالرصاص حيث أنها تقلل خطر المواد المشعة. كما يستخدم أيضا تدعيم للمواد باستخدام مادة التنجستن (tungsten). ومع كونها أكثر كلفة من الرصاص إلا أنها توفر تدعيما أفضل حيث أنها لا تنكسر ولا يتغير شكلها إذا وقعت على الأرض. كما أنها ليست سامة مثل الرصاص.